# Calamochrous sterrhalis
Calamochrous sterrhalis là một loài bướm đêm trong họ Crambidae.